# Oedothorax subniger
Oedothorax subniger är en spindelart som först beskrevs av Friedrich Wilhelm Bösenberg 1902.  Oedothorax subniger ingår i släktet Oedothorax och familjen täckvävarspindlar. Inga underarter finns listade i Catalogue of Life.